# Barber County
Barber County ist ein County im Bundesstaat Kansas der Vereinigten Staaten. Das U.S. Census Bureau hat bei der Volkszählung 2020 eine Einwohnerzahl von 4228 ermittelt.
Der Verwaltungssitz (County Seat) ist Medicine Lodge. Das County gehört zu den Dry Countys, was bedeutet, dass der Verkauf von Alkohol eingeschränkt oder verboten ist.

## Geographie
Das County liegt im Süden von Kansas, grenzt an Oklahoma und hat eine Fläche von 2943 Quadratkilometern, wovon fünf Quadratkilometer Wasserfläche sind. Es grenzt in Kansas im Uhrzeigersinn an folgende Countys: Pratt County, Kingman County, Harper County, Comanche County und Kiowa County.

## Geschichte
Barber County wurde am 26. Februar 1867 aus Teilen des Harper Countys gebildet. Benannt wurde es nach Thomas W. Barber, einem Aktivisten und Gegner der Sklaverei.
Im Barber County liegen zwei National Historic Landmarks, die Medicine Lodge Peace Treaty Site und das Carrie A. Nation House.

## Demografische Daten

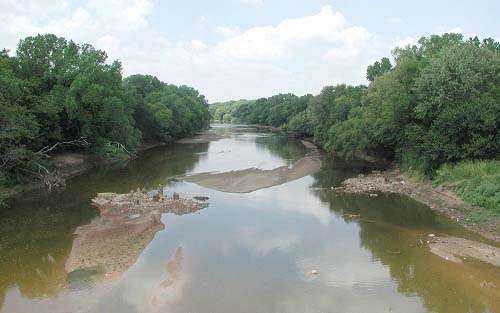
Salt Fork Arkansas River

Nach der Volkszählung im Jahr 2000 lebten im Barber County 5307 Menschen. Davon wohnten 65 Personen in Sammelunterkünften, die anderen Einwohner lebten in 2235 Haushalten und 1510 Familien. Die Bevölkerungsdichte betrug 2 Einwohner pro Quadratkilometer. Ethnisch betrachtet setzte sich die Bevölkerung zusammen aus 97,1 Prozent Weißen, 0,4 Prozent Afroamerikanern, 0,6 Prozent amerikanischen Ureinwohnern, 0,1 Prozent Asiaten und 0,9 Prozent aus anderen ethnischen Gruppen; 1,0 Prozent stammten von zwei oder mehr Ethnien ab. 2,0 Prozent der Bevölkerung waren spanischer oder lateinamerikanischer Abstammung.
Von den 2235 Haushalten hatten 28,7 Prozent Kinder unter 18 Jahren, die mit ihnen gemeinsam lebten. 58,7 Prozent waren verheiratete, zusammenlebende Paare, 6,5 Prozent waren allein erziehende Mütter und 32,4 Prozent waren keine Familien. 29,9 Prozent aller Haushalte waren Singlehaushalte und in 17,0 Prozent lebten Menschen mit 65 Jahren oder darüber. Die Durchschnittshaushaltsgröße betrug 2,35 und die durchschnittliche Familiengröße betrug 2,91 Personen.
25,0 Prozent der Bevölkerung waren unter 18 Jahre alt. 5,8 Prozent zwischen 18 und 24 Jahre, 23,2 Prozent zwischen 25 und 44 Jahre, 24,5 Prozent zwischen 45 und 64 Jahre und 21,5 Prozent waren 65 Jahre alt oder älter. Das Durchschnittsalter betrug 43 Jahre. Auf 100 weibliche Personen kamen 92,4 männliche Personen. Auf 100 erwachsene Frauen ab 18 Jahren kamen 89,4 Männer.
Das jährliche Durchschnittseinkommen eines Haushalts betrug 33.407 USD, das Durchschnittseinkommen einer Familie betrug 40.234 USD. Männer hatten ein Durchschnittseinkommen von 29.806 USD, Frauen 20.046 USD. Das Prokopfeinkommen betrug 16.627 USD. 7,5 Prozent der Familien und 10,1 Prozent der Bevölkerung lebten unterhalb der Armutsgrenze.

## Orte im County
- Aetna
- Deerhead
- Eldred
- Forest City
- Gerlane
- Hardtner
- Hazelton
- Isabel
- Kiowa
- Lake City
- Medicine Lodge
- Pixley
- Sharon
- Stubbs
- Sun City

Townships
- Aetna Township
- Deerhead Township
- Eagle Township
- Elm Mills Township
- Elwood Township
- Hazelton Township
- Kiowa Township
- Lake City Township
- McAdoo Township
- Medicine Lodge Township
- Mingona Township
- Moore Township
- Nippawalla Township
- Sharon Township
- Sun City Township
- Turkey Creek Township
- Valley Township